# Stråkanäsberget
Stråkanäsberget är ett naturreservat i Kalix kommun i Norrbottens län.
Området är naturskyddat sedan 2012 och är 1,5 kvadratkilometer stort. Reservatet omfattar berget Stråkanäsberget med dess nordvästsluttning ner mot Norra Renträsket. Reservatet består av öppna myrar, hällmarkstallskog, lövskog i sluttningen och sumpskog med gran och tall.    